# Песен за Роланд
Песен за Роланд (на френски: La Chanson de Roland, на норвежки: Rolandskvadet) е старофренски епос, написан през 11 век, може би от Тюролд, чието име се споменава в текста. Съществуват девет ръкописа на творбата, като англо-норманският, който се пази в Бодлианската библиотека в Оксфордския университет и се състои от 4004 стиха, се счита за най-старият (1140 – 1170). Песен за Роланд е първата значима творба във френската литература, както и първият и най-забележителен представител на жанра шансон де жест, който процъфтява между 11 и 15 век и прославя деянията на герой. Макар историческата битка да е между баски и франки, епосът я възвеличава като решаващо сражение срещу сарацините.Има твърдение че баските в историческата битка са били наети от сарацините.[източник? (Поискан днес)]

## Сюжет

### Предателството на Ганелон
Карл Велики и неговата армия се бият в продължение на седем години в Испания и обсаждат град Кордова, когато сарацинският халиф на Сарагоса Марсил свиква своите благородници с желанието да спаси Сарагоса от настъплението на франките. По съвет на Бланкадрин Марсил решава да се престори, че се предава, за да осигури изтеглянето на франките от земите си. Бланкадрин обещава на Карл Велики, че ако се върне в своята столица Екс-ла-Шапел (Аахен), Марсил скоро ще му изпрати заложници и дарове и ще го последва, за да му стане васал и да приеме християнството. Благородниците от свитата на Карл Велики обсъждат как да отговорят на предложението на Марсил. Бретанският маркиз Роланд, племенник на Карл Велики, не вярва на Марсил, но Ганелон, Наимон и повечето от другите са склонни да му се доверят. Карл Велики се съгласява с мнозинството, но все още има трудност да намери посланик, който да отиде при Марсил, тъй като Марсил е убил двамата предишни посланици при него. Той отказва предложението на Ролан и архиепископа на Реймс Турпин те да отидат и повелява, че никой от Дванайсетте перове няма да бъде избран. Ролан предлага неговият втори баща Ганелон да отиде като посланик, тъй като той е подкрепил приемането на предложението. Ганелон тълкува това като обида, публично заплашва Ролан и докато пътува с Бланкадрин към Сарагоса, заговорничи за отмъщение.
В Сарагоса Ганелон лъже Марсил, като му казва, че съгласието на Карл Велики зависи от две условия: Марсил може да задържи половин Испания, а другата половина ще бъде дадена на Ролан и чичото на Марсил трябва да бъде включен в групата на заложниците, които да гарантират честността му. След като заплашва да убие Ганелон, Марсил узнава от Бланкадрин, че франкът е склонен да предаде Роланд и Дванайсетте перове. Марсил предлага на Ганелон приятелство и богати дарове, а Ганелон, познавайки доблестта на Роланд, обещава, че Роланд и Дванайсетте перове на Франция ще бъдат поставени в ариергарда на армията. Това ще позволи на Марсил, които не може да влезе в открита битка с Карл Велики, да убие дванайсетте герои на Франция, без които франките няма да искат да влязат във война.

### Битката в Ронсево
Ганелон урежда Роланд, Оливие и останалите перове да поемат ръководството на двайсет хилядния ариергард на франкската армия, която се оттегля на север през Пиренеите. Четиристотин хилядна сарацинска армия е видяна от приятеля на Ролан Оливие да се приближава към ариергарда и Оливие призовава Роланд на надуе своя олифант (рог, направен от бивник на слон), за да привика остатъка от армията, но честта на Роланд го принуждава да се бие, а не да търси помощ, въпреки че сарацините имат голямо числено превъзходство.
Първата атака на сарацините е отблъсната, но оцеляват само около триста франкски рицаря, включително Роланд и повечето от Дванайсетте перове. Сарацините започват втора атака, която е водена лично от Марсил. Скоро става ясно, че франките ще загубят. По съвета на архиепископ Турпин Роланд надува рога си, не очаквайки спасение, а надявайки се, че Карл Велики ще се върне, за да погребе телата им и да отмъсти мъченическата им смърт. Роланд надува рога си толкова силно, че Карл Велики го чува на трийсет левги разстояние, а от усилието слепоочието на Роланд се спуква и руква кръв от устата и носа му. Карл Велики се разтревожва, но Ганелон му казва, че няма за какво да се тревожи и едва при третия зов на Роланд императорът заповядва да му се притекат на помощ. Когато само Роланд, архиепископ Турпин и Галтер де Хюм са все още живи, Роланд успява да отсече дясната ръка на Марсил. Марсил бяга от бойното поле и е последван от оцелелите от армията му. Роланд и Турпин остават сами на полето като победители, но Турпинд е ранен на много места от сарацински копия и стрели и кърви до смърт, докато носи на Роланд ручейна вода в олифанта. Самият Роланд, макар и неранен, кърви до смърт от пробитото си слепоочие.
След като Турпин умира, Роланд се качва на върха на хълм, гледащ на юг към Испания. Той спуква рога си докато бие до смърт с него неверник, който се престорил на мъртъв и се опитва да му открадне меча. След това се опитва да счупи меча си в една скала, за да не бъде отнесен като трофей, но мечът само леко се нащърбва. Ролан тогава възхвалява меча си, Дурендал, като изрежда някои светини, които са вградени в неговата дръжка, като зъб на Св. Петър и част от одеждата на Богородица. Роланд умира под едно дърво, гледайки на юг и държейки меча си и рога си, а архангел Михаил и архангел Гавраил отнасят душата му в рая.

### Битката между Карл Велики и Балигант
Карл Велики с пълна скорост се връща обратно и нарежда ареста на Ганелон за предателството му. Когато пристига на бойното поле припада от мъка. След като се съвзема, той потегля да настигне бягащата сарацинска армия и като че ли Бог удължава деня, за да успее да настигне сарацините. Застигайки сарацините на полето пред Сарагоса, армията на Крал Велики ги избива и много от тях се удавят в р. Ебро. Марсил се добира до цитаделата си в Сарагоса. Измъчените обитатели на Сарагоса измъкват статуите на боговете си Махунд, Тервагент и Аполион и ги бият с пръчки, защото не са помогнали на армията им. Същата вечер, емирът на Вавилон (Кайро, не Вавилон в Месопотамия) Балигант идва с подкрепления от Азия, за да помогне на васала си Марсил. Марсил предава управлението на Балигант. Карл Велики разделя армията си на национални дивизии: баварци, германци, нормани, бретанци, фламандци и бургундци и те унищожават мюсюлманската армия, като Карл Велики убива Балигант в личен двубой с помощта на архангел Гавраил. Християнската армия нахлува в Сарагоса и идолите и предметите от джамиите и синагогите са строшени, а 100 000 мюсюлмани и евреи са покръстени. Марсил умира от мъка, а вдовицата му Брамимонд е пленена и Карл Велики нарежда тя да бъде покръстена не насила, а чрез притчи и проповеди.

### Съдът на Ганелон
Франките се връщат в Аахен, където годеницата на Роланд (и сестра на Оливие), Од, умира от мъка. Ганелон е съден за предателство, но твърди, че действията му представляват оправдано отмъщение и трийсет негови роднини идват да го подкрепят. Приятелят на Ролан Тиери обаче казва, че тъй като Роланд е бил на служба при Карл Велики, когато Ганелон е изпълнил отмъщението си, то е било предателство към императора. За да разреши делото, роднината на Ганелон Пинабел влиза в двубой с Тиери. Посредством божествена намеса по-слабият Тиери побеждава. След победата на Тиери, Ганелон е разчленен от галопиращи коне, а роднините, които са гарантирали невинността му, са обесени. Кралица Брамимонд е покръстена и Карл Велики най-сетне е доволен.
Поемата завършва със сън, при който му се явява архангел Гавраил, който му нарежда да помогне на крал Вивиен, чиито град Имф е обсаден от неверници. Карл се разплаква, овлажнява бялата си брада и казва, че е остарял и нещастен.

## Исторически контекст
Историята е базирана на сравнително малката битка в Ронсево на 15 август, 778 г., при която ариергардът на отстъпващите франки на Карл Велики е бил атакуван от баски нередовни части, а не от сарацинската армия. При схватката, описана от историка Айнхард в неговата книга Животът на Карл Велики (написана ок. 830 г.) хванатите в капан войници, от които само Роланд е споменат по име (но той не е бил племенник на Карл Велики), са избити до един и не е имало преследване на нападателите, тъй като лекото въоръжение и познаването на терена им е позволило бързо да се измъкнат. Карл Велики не се връща в Испания, а отива в Германия, където покорява саксонците.
Според арабския историк от 13 век Ибн ал-Атхир, Карл Велики е навлязъл в Испания по молба на управителя на Сарагоса Сюлейман ал-Араби, за да му помогне да потуши въстание на халифа на Кордова. Пристигайки пред стените на Сарагоса и откривайки, че ал-Араби си е променил решението, Карл Велики напада града и пленява ал-Араби. Синовете на ал-Араби се съюзяват с баските, за да устроят засада на войските на Карл Велики при прохода Ронсево и да освободят баща си.
Възможно е епосът да е написан, за да мотивира европейците да се отправят на кръстоносен поход срещу сарацините, като за вдъхновение може да са послужили походите в Кастилия през 30-те години на 11 век.

## Форма
Песен за Роланд е била предназначена за представления от трубадури и жонгльори, а не за четене. Историята се движи бързо, като от време на време се забавя и разказва някоя сцена до три пъти, съсредоточавайки се върху различни подробности или предлагайки различна перспектива. Поемата е написана в десетсричкови стихове, като всяка крайна гласна е същата като другите крайни гласни в същия стих, т.е. поемата разчита на асонанс, а не на рима.

## Преводи
Песен за Роланд е преведена или пренаписана през Средновековието на латински, среднонемски, среднохоландски, окситански и норвежки език, както и на изкуствения литературен френско-венециански език, а през 1516 г. Лудовико Ариосто публикува епоса си Бесният Орландо, в който участват главно герои първо описани в Песен за Роланд.

### На български
- Песен за Роланд, превод от старофренски от оксфордския ръкопис: Лъчезар Станчев, 1985